# Білий Михайло Улянович
Михайло Улянович Білий (12 листопада 1922, село Москалі, тепер Чернігівського району Чернігівської області — 5 серпня 2001, Київ) — український науковець-фізик, професор, член-кореспондент АН УРСР, ректор Київського державного університету імені Т. Г. Шевченка. Депутат Верховної Ради УРСР 8—10-го скликань. Голова Верховної Ради УРСР у 1972—1980 роках. Кандидат у члени ЦК КПУ в 1971—1976 р. Член ЦК КПУ в 1976—1986 р.

## Біографія
Народився 12 листопада 1922 року в селі Москалях на Чернігівщині в селянській родині.
З 1940 року служив у Червоній армії. У 1941—1945 роках брав участь у німецько-радянській війні, був тяжко поранений.
У 1948 році закінчив фізичний факультет Київського державного університету, в 1951 році — аспірантуру Київського університету. Учень професора Олександра Шишловського. З 1951 по 1962 рік — старший викладач, доцент Київського державного університету імені Тараса Шевченка.
Член ВКП(б) з 1951 року. Кандидат технічних наук, доцент (з 1956 року), доктор технічних наук, професор (з 1965 року).
З 1962 по 1970 рік — декан фізичного факультету Київського державного університету імені Тараса Шевченка. З 1963 по 1993 рік — завідувач кафедр експериментальної фізики, оптики твердого тіла, оптики фізичного факультету Київського державного університету імені Тараса Шевченка.
У 1969 році був обраний членом-кореспондентом АН УРСР, очолив наукову школу «Спектроскопія невпорядкованих та домішкових конденсованих систем».
З 1970 по 1985 рік — ректор Київського державного університету імені Тараса Шевченка.
Кілька разів обирався депутатом Верховної Ради УРСР, а в 1972—1980 роках був Головою Верховної Ради УРСР.
Автор понад 30 наукових винаходів.

Могила Михайла Білого, Байкове кладовище

Помер на 79-му році життя 5 серпня 2001 року. Похований разом із дружиною на Байковому кладовищі (ділянка № 52).

## Конфлікт навколо будівництва нових корпусів університету
За час ректорства пана Білого були споруджені нові корпуси університету навпроти ВДНГ. Цікаві спогади Михайла Будиловського — одного з архітекторів, проєкт яких виграв конкурс. Пан ректор не сприймав проєкт і збирався представляти альтернативний проєкт на затвердженні у ЦК (Центральному комітеті КПУ). Проте, у ЦК не дозволили йому цього зробити. Пізніше, під час будівництва виник конфлікт між архітектором і будівельниками, які не хотіли монтувати заплановані проєктом сонцерізи. Будиловський щодо цього сказав, що «будівництво триває вже четвертий рік, за цей час у Мексиці встигли побудувати університет на 22 тисячі студентів, […] а ми досі з'ясовуємо, ставити маленьку балочку для захисту від сонця, чи ні». Через це Білий поскаржився на Будиловського в ЦК.

## Книги
- Білий; Охріменко (2009). Атомна фізика. Київ: Знання.

## Відзнаки
Нагороджений орденами Вітчизняної війни I та II ступеня, Леніна, Трудового Червоного Прапора, Дружби народів, «Знак Пошани», «Орден князя Ярослава Мудрого» та 15 медалями, Почесною Грамотою Президії Верховної Ради України та Почесним дипломом ВДНГ СРСР.
Заслужений діяч науки і техніки УРСР, почесний доктор Дебреценського та Лейпцизького університетів.